# جان هایتن
جان هایتن (انگلیسی: John E. Hyten؛ زادهٔ ۱۹۵۸/۱۹۵۹ (۶۵–۶۶ سال)) فرد نظامی اهل ایالات متحده آمریکا است.
وی همچنین برندهٔ جوایزی همچون لژیون افتخار شده‌است.